# مارمولک شاخ‌کوتاه دره سان لوئیس
مارمولک شاخ‌کوتاه دره سن لوئیس (نام علمی: Phrynosoma diminutum) یک گونه مارمولک شاخ‌دار بومی کلرادو در ایالات متحده است.